# Концертный зал Мариинского театра
Концертный зал Мариинского театра — комплекс концертного зала в Санкт-Петербурге, расположенный в двух зданиях: перестроенном в 2000-х годах здании декорационных мастерских Мариинского театра по адресу: улица Писарева, дом 20 (вход с улицы Декабристов, 37) и соединённом с ним Южном корпусе по адресу: улица Декабристов, дом 39.
Открытие Концертного зала Мариинского театра стало ещё одной знаменательной датой в истории российского театра. Это единственный в России театрально-концертный комплекс высочайшего уровня, построенный в соответствии с современными достижениями строительной науки и изначально предназначенный для проведения концертных программ.

## Хронология

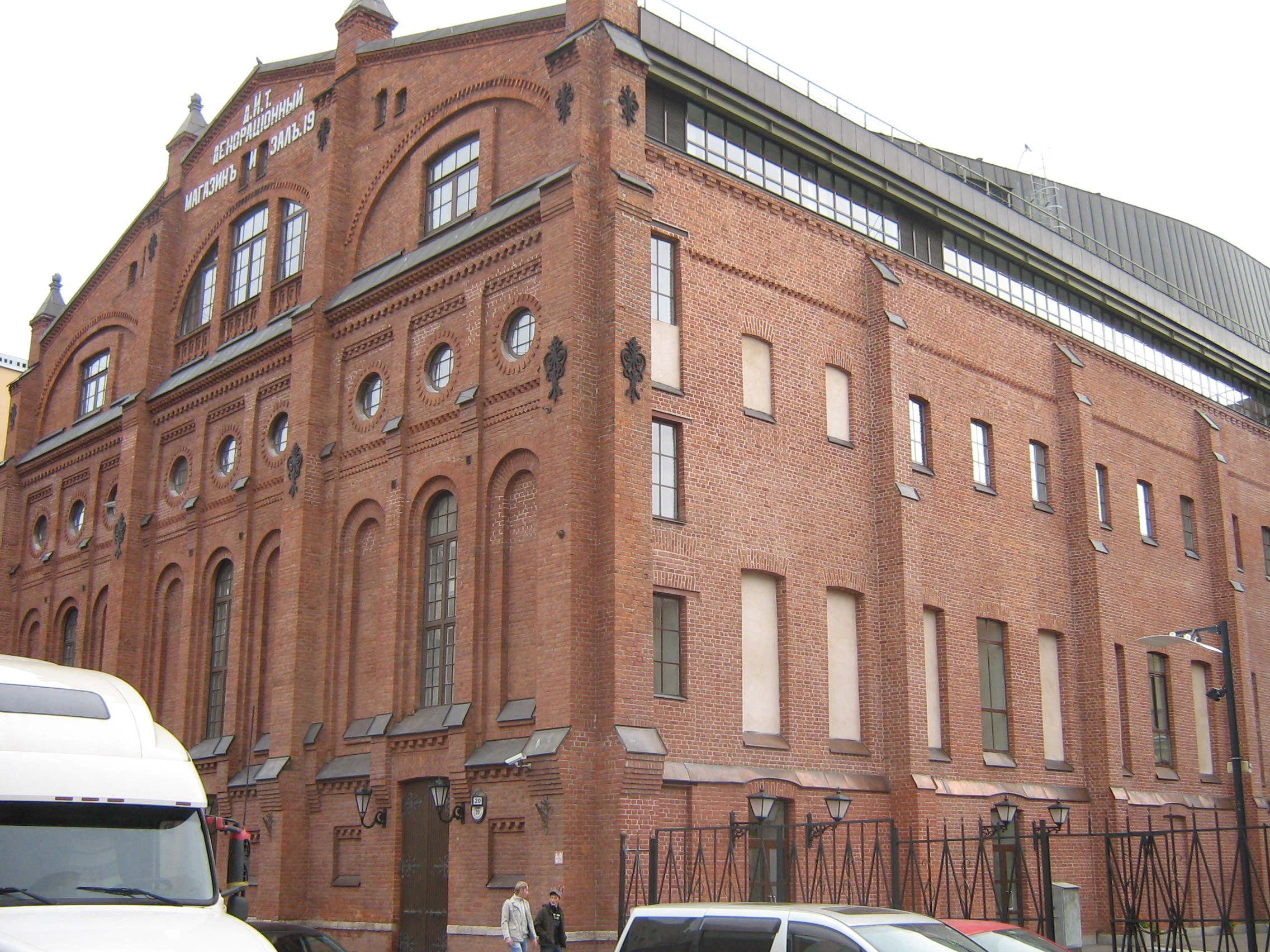
Исторический фасад со стороны улицы Писарева

- В здании, построенном в 1900 году по проекту архитектора В. А. Шрётера, до революции располагались декорационные склады Мариинского театра, потом с ними соседствовали его же мастерские.
- В сентябре 2003 года в результате пожара здание полностью выгорело изнутри: остались фундамент и фасад. На этом фундаменте французский архитектор Фабр и японский инженер Тойота построили акустически отлаженный зал, обшитый специальными деревянными панелями. Цель — обеспечить собственным концертным залом оркестр и солистов Мариинского театра и создать оптимальные условия для звукозаписи. 
 Сохранившиеся исторические фасадные стены здания (со стороны улицы Писарева) распоряжением КГИОП № 10-282 от 30.06.2016 г. включены в Единый реестр объектов культурного наследия России в качестве памятника градостроительства и архитектуры регионального значения.
- 29 ноября 2006 года в присутствии Президента Владимира Путина, министра экономического развития Германа Грефа, министра финансов Алексея Кудрина, мэра Москвы Юрия Лужкова и губернатора Петербурга Валентины Матвиенко состоялась презентация нового Концертного зала Мариинского театра.
- 20 июля 2009 года начались работы по установке органа работы французской фирмы «Даниэль Керн» (Страсбург).
- 1 октября 2009 года состоялся концерт-презентация нового органа.
- 15 апреля 2010 года из Концертного зала Мариинского театра состоялась первая в мире прямая телетрансляция балета в формате 3D[2].
- В 2017 году начато строительство нового шестиэтажного Южного корпуса концертного зала, соединяющегося с действующим корпусом переходом на уровне третьего этажа[3].
- В июне 2021 года состоялось открытие новой камерной сцены, расположенной в Южном корпусе Концертного зала и названной в честь композитора Сергея Рахманинова. В новом зале площадью около 140 кв. м, вмещающем около 200 зрителей, одним из первых выступил пианист Денис Мацуев[1].

## Особенности
В новом зале предусмотрена возможность желаемой трансформации сцены, в зависимости от программы каждого вечера. Так, управляемость отдельными блоками планшета сцены даёт возможность вариативного расположения оркестровых групп или формирование оркестровой ямы. Зал также может использоваться и для полусценических представлений оперных произведений, и для балетных постановок.

### Зрительный зал
- вместимость зала рассчитана на 1110 посадочных мест, включая хоровой ярус на 120 концертных мест, который также может быть занят зрителями;
- площадь зала составляет приблизительно 1300 м²;
- ширина — 24 метра, длина — 52 метра и высота в среднем — 14 метров;
- размеры сцены — радиус 20 метров, глубина — 15 метров;
- вместимость подъемной оркестровой площадки — 130 мест для музыкантов.

### Акустика зала
Внутренняя конструкция зала была выполнена из дерева японским бюро Nagata Acoustics. Среди других проектов компании – акустические системы концертных залов Киото, Токио, Саппоро, филармонии Парижа (архитектор Жан Нувель), центра музыки и исполнительских искусств La Seine Musicale в Париже (архитектор Шигеру Бан), концертного зала Уолта Диснея в Лос Анджелесе (архитектор Фрэнк Гери) и другие проекты. Система из дерева, которая обеспечивает акустическую устойчивость зала, выполняет также конструктивную и декоративную функции.

### Орган
В сентябре 2009 года в Концертном зале Мариинского театра воздвигли орган французской фирмы «Керн». Этот инструмент представляет собой синтез классического и романтического направления французской культуры органостроения. Благодаря типично французским классическим регистрам (тромпет, клэрон, корнет, крумгорн и др.) этот инструмент позволят интерпретировать на нем классическую органную музыку. Наличие же в органе большого романтического Швельверка обеспечивает возможность исполнения всего романтического музыкального наследия. Орган снабжен исключительно чувствительной и точной «висящей» игровой трактурой. В свою очередь это обеспечивает очень тщательную манеру исполнения и позволяет учитывать во время игры различные нюансы. Сольные регистры, такие как флейты и язычковые (фагот — гобой, вокс хумана и др.), придают этому инструменту поэзию и шарм.

### Аббревиатура
Концертный зал (третью сцену) Мариинского театра часто называют короткими и броскими сокращениями, такими как Мариинский 3 или МТ3 (Мариинский театр 3).
Вторая сцена (Мариинский 2) располагается по адресу улица Декабристов, 34.

## Рабочая группа проекта
Автор — архитектор Ксавье Фабр,
соавторы — архитекторы Винсен Спеллер и Филипп Пюмэн,
ведущий архитектор-разработчик проекта — Александр Носовский
(Архитектурные бюро FABRE & SPELLER и PUMAIN, Париж).
Архитектор-реставратор — Рафаэль Даянов
(Архитектурно-реставрационное бюро «Литейная часть 91», Санкт-Петербург).
Инженеры по техническим сетям — Кирилл Мардухаев, Франсуа Котлер
(«SETEC-Bâtiment», Москва — Париж).
Инженеры по несущим конструкциям — Михаил Богданов, Алексей Шашкин
(«НПО Геореконструкция — фундаментпроект», Санкт-Петербург).
Сценографы — инженеры по технологии сцены — Жан-Юг Манури, Клод Поликарп («SCENE», Париж).
Специалист по акустике — Ясухиса Тоёта (NAGATA-Acoustic, США — Япония).
Генеральный подрядчик — строительное предприятие «НЕВИСС-Комплекс»,
директор — А. В. Швирикасов (Санкт-Петербург).
Представители Заказчика — Техническая дирекция Мариинского театра, директор
Ю. С. Пржевальский; Управление Капитальным Строительством Мариинского театра.
Субподрядные организации:
- деревянная обшивка зала — «FINNFOREST — Merk GmbH», Айхьах;
- деревянная отделка деталей — «ЗАО УНИВЕРСАЛСТРОЙ», Санкт-Петербург;
- техническое оснащение сцены — «SBS BÜHNENTECHNIK GmbH», Дрезден;
- звуковое и осветительное оборудование зала — «OOO УСЕ», Москва.

## Адрес
ул. Декабристов, д. 37 (ул. Писарева д. 20). К служебному входу можно попасть с улицы Писарева, свернув на неё с набережной реки Мойки.